# Metalurh Saporischschja
Der FK Metalurh Saporischschja (ukrainisch ФК Металург Запоріжжя, russisch Металлург Запорожье, Metallurg Saporoschje) ist ein ukrainischer Fußballverein aus dem Industriezentrum Saporischschja.

## Geschichte
Der Verein wurde 1935 als Stahl Saporischschja gegründet und erhielt 1950 seinen heutigen Namen.
1951 und 1952 gewann der Klub jeweils das Pokalfinale der Ukrainischen Sowjetrepublik.
Mit der Unabhängigkeit der Ukraine erfolgte die Gründung einer eigenständigen Liga, der Wyschtscha Liha. Dabei gehörte Metalurh Saporischschja zu den Gründungsmitgliedern und spielte bis 2011 erstklassig. 2002 wurde der Verein Vierter und nahm erstmals am Europapokal teil, scheiterte aber in der ersten Runde an Leeds United. Im folgenden Jahr beendete Metalurh die Saison zwar als Tabellenvorletzter auf einem Abstiegsplatz, aufgrund des Bankrotts des PFK Oleksandrija blieb der Verein jedoch in der Liga. In der Saison 2010/11 belegte die Mannschaft den 16. und letzten Tabellenplatz und stieg somit erstmals in seiner Geschichte in die zweitklassige Perscha Liha ab. Nach nur einem Jahr in der zweiten Liga erreichte Metalurh Saporischschja den zweiten Platz und stieg wieder in die Premjer-Liha auf, aus der der Verein als Tabellenletzter sofort absteigen musste. Auf Grund des 16. und letzten Tabellenplatzes in der Spielzeit 2012/13 stieg Metalurh Saporischschja nach nur einem Jahr Erstklassigkeit sportlich in die Perscha Liha ab. Da der siebtplatzierte Krywbas Krywyj Rih sich wegen finanziellen Schwierigkeiten aus der Premjer-Liha zurückzog und Vizemeister der Perscha Liha Stal Altschewsk für die höchste Spielklasse nicht zugelassen worden ist, tritt der Metalurh Saporischschja auch in der Spielzeit 2013/14 in der Premjer-Liha an.
Der größte Erfolg der jüngeren Vereinsgeschichte war 2006 das Erreichen des nationalen Pokalfinales, das der Verein allerdings gegen Dynamo Kiew mit 0:1 verlor. Damit qualifizierte Metalurh sich für den Europapokal, Panathinaikos Athen setzte sich allerdings nach einem 1:1 in Athen mit 1:0 in der Ukraine durch.

## Trainer
- Mychajlo Fomenko (2003)